# Regresión cuantílica
La regresión cuantílica  es un tipo de análisis de regresión que se utiliza en estadística y econometría. En tanto que el método de mínimos cuadrados arroja estimaciones que se aproximan a la esperanza condicional de la variable de respuesta dados ciertos valores de las variables de predicción, la Regresión cuantílica tiene como objetivo estimar la mediana condicional u otros cuantiles de la variable de respuesta.

## Ventajas y aplicaciones
La regresión cuantílica se utiliza si las funciones de cuantiles condicionales son de interés. Una ventaja de la regresión cuantílica, con respecto a la regresión de mínimos cuadrados ordinaria, es que las estimaciones de regresión de cuantiles son más robustas frente a los valores extremos en las mediciones de respuesta. Sin embargo, el principal atractivo de la regresión cuantílica va más allá. Diferentes medidas de tendencia central y dispersión estadística pueden ser útiles para obtener un análisis más exhaustivo de la relación entre las variables.
En ecología, la regresión de cuantiles ha sido propuesta y utilizada como una forma de descubrir relaciones de predicción más útiles entre variables en los casos donde no hay relación o solo una relación débil entre los medios de tales variables. La necesidad y el éxito de la regresión de cuantiles en ecología se ha atribuido a la complejidad de las interacciones entre diferentes factores que conducen a datos con una variación desigual de una variable para diferentes rangos de otra variable.
Otra aplicación de la regresión de cuantiles es en las áreas de gráficos de crecimiento, donde las curvas de percentiles se utilizan comúnmente para detectar un crecimiento anormal.

## Matemáticas
Las formas matemáticas que surgen de la regresión de cuantiles son distintas de las que surgen en el método de mínimos cuadrados. El método de mínimos cuadrados conduce a una consideración de problemas en un espacio de producto interno, que implica proyección en subespacios, y por lo tanto el problema de minimizar los errores al cuadrado puede reducirse a un problema en el álgebra lineal numérica. La regresión de cuantiles no tiene esta estructura, y en su lugar conduce a problemas de programación lineal que pueden ser resueltos por el método símplex.

## Historia
La idea de estimar una pendiente de regresión mediana, un teorema principal sobre la minimización de la suma de las desviaciones absolutas y un algoritmo geométrico para construir la regresión media fue propuesta en 1760 por Ruđer Josip Bošković , un sacerdote católico jesuita de Dubrovnik.: 4  Los cálculos de regresión mediana para conjuntos de datos más grandes son bastante tediosos en comparación con el método de mínimos cuadrados, por lo que históricamente ha generado una falta de popularidad entre los estadísticos, hasta la adopción generalizada de computadoras en la última parte del siglo XX.